# Robert John Carmody
Pour les articles homonymes, voir Carmody.
Robert John Carmody est un boxeur américain né le 4 septembre 1938 à Brooklyn, New York, et mort le 27 octobre 1967 à Hô-Chi-Minh-Ville, Vietnam.

## Carrière
Il participe aux Jeux olympiques d'été de 1964 et y remporte la médaille de bronze dans la catégorie poids mouches.
Il meurt au combat pendant la guerre du Vietnam.